# Joachim Nuhout van der Veen
Joachim Nuhout van der Veen, né le 23 janvier 1756 à Amsterdam et mort le 12 avril 1833 à Alkmaar, est un homme politique néerlandais.

## Biographie
Après des études de droit à l'université de Leyde, Joachim Nuhout s'installe brièvement comme avocat à Amsterdam puis comme notaire à Castricum en 1778. Sensible aux idées patriotes, il devient secrétaire du comité de direction de la schutterij de la Hollande du nord en 1787. 
Dès les débuts de la Révolution batave, en 1795, il entre à l'assemblée provisoire de Hollande. Le 12 janvier 1796, il en est désigné représentant aux derniers États généraux puis est élu, quinze jours plus tard, député de Beverwijk à la première assemblée nationale de la République batave. Il est élu député d'Amsterdam en août 1797. Il préside l'assemblée du 2 au 16 octobre 1797 puis prend position quelques jours plus tard contre la peine de mort.
Le 22 janvier 1798, Nuhout van der Veen soutient le coup d'État unitariste de Pieter Vreede et Daendels mais est démis de ses fonctions le 12 juin, après un coup d'État modéré. Il est élu député de West-Zaandam au Corps législatif le 31 juillet 1799 mais perd son siège après la mise en place de la Régence d'État en octobre 1801.
En 1806, il est nommé contrôleur de la digue de Hondsbossche et des dunes de Petten.
En 1811, après l'annexion de la Hollande à la France, Joachim Nuhout van der Veen devient juge au tribunal de première instance d'Alkmaar et rend son office de notaire. Il en est élu président le 18 novembre 1813 et le reste jusqu'à sa mort. En mai 1811, il est élu au conseil municipal d'Alkmaar et en est élu bourgmestre entre 1822 et 1824.